# Aglaja tricolorata
Aglaja tricolorata é uma espécie de molusco pertencente à família Aglajidae.
A autoridade científica da espécie é Renier, tendo sido descrita no ano de 1807.
Trata-se de uma espécie presente no território português, incluindo a zona económica exclusiva.